# Thamnobryum fernandesii
Thamnobryum fernandesii Sergio é um musgo pleurocárpico, endémico da Macaronésia (Açores e Madeira, Portugal).